# FOLFIRINOX
FOLFIRINOX — это общепринятый в онкологии акроним для одного из режимов химиотерапии, применяемых при лечении рака поджелудочной железы.
Режим FOLFIRINOX состоит из:
- Фолиниевой кислоты в виде фолината кальция (лейковорина) — (FOL)inic acid, calcium salt;
- Фторурацила — (F)luorouracil — антиметаболита, антагониста пиримидинов;
- Иринотекана — (IRIN)otecan — ингибитора топоизомеразы.
- Оксалиплатина — (OX)aliplatin.

Этот режим впервые появился в 2010 году как новый метод лечения пациентов с метастатическим раком поджелудочной железы. Исследование, опубликованное в 2011 году в NEJM (New England Journal of Medicine), показало, что режим FOLFIRINOX дал наибольшее увеличение продолжительности жизни пациентов с продвинутыми стадиями рака поджелудочной железы, когда-либо наблюдавшееся в клинических испытаниях III фазы при этой патологии. В частности, пациенты, получавшие режим FOLFIRINOX, прожили в среднем на 4 месяца больше, чем пациенты, получавшие стандартную монотерапию гемцитабином (11.1 месяца по сравнению с 6.8 месяцев). Однако режим FOLFIRINOX является потенциально высокотоксичным режимом химиотерапии, поэтому только пациенты в относительно хорошем состоянии могут являться потенциальными кандидатами на его применение.
В 2013 году FDA разрешила применение связанного с белком паклитаксела (также известного как nabPaclitaxel и продаваемого под торговым наименованием Abraxane), в качестве менее токсичной, но, по всей вероятности, и менее эффективной альтернативы применению режима FOLFIRINOX при поздних стадиях рака поджелудочной железы. Различия в методологии проведённых клинических испытаний, а также отсутствие прямого сравнения обоих режимов в рамках одного и того же клинического испытания, делают окончательный вывод о сравнительной эффективности этих режимов на данный момент (2014 год) невозможным.